# Gyula Szilágyi
Gyula Szilágyi (Debrecen, 18 de janeiro de 1923 - 17 de outubro de 2001) foi um jogador de futebol húngaro que atuava como atacante.

## Carreira
Szilágyi atuou por apenas duas equipes em sua carreira. Começou sua trajetória no futebol no Debrecen em 1939, onde marcou incríveis 18 gols em 29 jogos. Tais atuações chamaram a atenção do Vasas, para onde se transferiu depois da Segunda Guerra Mundial em 1945. Foi no Vasas que Szilágyi se consagrou de vez como grande goleador. Ele entrou em campo 361 vezes pela equipe azul e vermelha e balançou as redes 295 vezes. Encerrou sua carreira no futebol em 1960.
Jogou 12 vezes pela seleção húngara entre 1947 e 1950, anotando 9 gols.

## Títulos

### Nacionais
- Campeonato Húngaro: 1

Vasas (1957)
- Copa da Hungria: 1

Vasas 1954-55

### Internacionais
- Copa Mitropa: 3

Vasas (1956) (1957) (1960)